# Замятін Леонід Митрофанович
Леонід Митрофанович Замятін (нар. 9 березня 1922, місто Нижньодівицьк Воронезької губернії, тепер село Нижньодівицького району Воронезької області, Російська Федерація — 19 червня 2019, місто Москва, Російська Федерація) — радянський дипломат, журналіст, державний діяч, надзвичайний і повноважний посол СРСР у Великій Британії, генеральний директор ТАРС. Член Центральної Ревізійної Комісії КПРС у 1971—1976 роках. Член ЦК КПРС у 1976—1990 роках. Депутат Верховної Ради СРСР 8—11-го скликань. 

## Життєпис
Народився 9 березня 1922 року в місті Нижньодівицьку Воронезької губернії (за іншими даними — в станиці Михайлівська, тепер Курганинського району Краснодарського краю, Російська Федерація). 
З 1939 року навчався в Московському авіаційному інституті імені Серго Орджонікідзе. Одночасно з 1941 року працював слюсарем Московського авіаційного заводу, був робітником на будівництві захисних споруд.
У 1944 році закінчив Московський авіаційний інститут імені Серго Орджонікідзе.
Член ВКП(б) з 1944 року.
У 1944—1946 роках — слухач Вищої дипломатичної школи Міністерства закордонних справ (МЗС) СРСР.
У 1946—1948 роках — аташе, третій секретар 3-го Європейського відділу МЗС СРСР. У 1948—1949 роках — 2-й секретар Секретаріату заступника міністра закордонних справ СРСР. У 1949—1952 роках — 2-й, 1-й секретар Секретаріату міністра закордонних справ СРСР Андрія Вишинського. У 1952—1953 роках — помічник завідувача 3-го Європейського відділу МЗС СРСР.
У 1953—1957 роках — 1-й секретар, радник постійного представництва СРСР при ООН (Нью-Йорк, США).
У 1957—1959 роках працював заступником постійного представника СРСР в Міжнародному агентстві з атомної енергії (Відень, Австрія). У 1959—1960 роках — постійний представник СРСР в Міжнародному агентстві з атомної енергії, член Ради керуючих.
У 1960—1962 роках — заступник завідувача відділу країн Америки МЗС СРСР.
У 1962—1970 роках — завідувач відділу друку і член Колегії Міністерства закордонних справ СРСР.
20 квітня 1970 — 16 лютого 1978 року — генеральний директор Телеграфного агентства Радянського Союзу при РМ СРСР (ТАРС).
У лютому 1978—1982 роках — завідувач відділу зовнішньополітичної пропаганди ЦК КПРС. У 1982—1986 роках — завідувач відділу міжнародної інформації ЦК КПРС.
10 квітня 1986 — 19 листопада 1991 року — надзвичайний і повноважний посол СРСР у Великій Британії.
З листопада 1991 року — персональний пенсіонер у Москві.
У 1993 році став одним із засновників видання «Экспресс-газета» та директором зі зв'язків з громадськістю. У 2000-х роках був віце-президентом Загальноросійської громадської організації «Академія проблем безпеки, оборони і правопорядку» (припинила свою діяльність у 2008 році).
Леонід Замятін разом із своїм заступником на посаді гендиректора ТАРС Віталієм Ігнатенком був автором сценарію документального фільму «Повість про комуніста» (1976, режисери Ігор Бессарабов і Олександр Кочетков), присвяченого життю і діяльності Леоніда Брежнєва.
У 1977—1978 роках був керівником авторської групи, що здійснювала літературний запис і обробку спогадів Леоніда Брежнєва. Вперше вони були опубліковані в 1978 році в журналі «Новый мир», у 1983 році окремою книгою вийшла їх розширена версія.
У 1981 році під редакцією Леоніда Замятіна побачило світ видання «XXVI з'їзд КПРС: діалоги в прес-центрі», в 1983 році — фотоальбом про поїздку керівника СРСР Леоніда Брежнєва в райони Сибіру і Далекого Сходу «Завжди з народом».
Автор книги «Горбі і Меггі. Записки посла про двох відомих політиків — Михайла Горбачова і Маргарет Тетчер» (1995), брошур «Боротьба КПРС за втілення в життя програми світу» (1983), «Ідеологічна боротьба і питання світу» (1984), «Провідна нитка в завтрашній день. Програма світу на 80-і рр.» (1981). Співавтор книги «Г.В. Чичерін — дипломат ленінської школи» (1966).
Помер 19 червня 2019 року в Москві.

## Нагороди і звання
- два ордени Леніна (1971,)
- орден Жовтневої Революції
- орден Трудового Червоного Прапора
- орден Дружби народів
- медалі
- Ленінська премія (1978)
- Надзвичайний і Повноважний Посол СРСР (1967)